# Отворено првенство јужне Калифорније у тенису
Отворено првенство Сан Дијега (познат под називом Акјура класик (енгл. Acura Classic) у периоду 2000 – 2007) један је од професионалних тениских ВТА турнира. Одржава се сваке године крајем јула и почетком августа у Карлсбаду, у Сан Дијегу, у Калифорнији, САД. Игра се на отвореним теренима са тврдом подлогом. Наградни фонд је 740.000 долара.
Први турнир у Сан Дијегу је одржан 1971, затим је настала пауза до 1979. и 1983. Од тада је турнир мењао имена и категорије зависно од својих спонзора (Мазде, Тошибе, и др.). Од 2000. спонзор је била фабрика јапанских аутомобила из Калифорније Акјура па се турнир звао Акјура класик, а прву категорију је добио 2004. Турнир се није играо 2008. и 2009. године. 2010. је заменио Отворено првенство Лос Анђелеса као део Премијер серије.
Турнир се игра појединачно и у паровима. Највише успеха оствариле су Трејси Остин и Штефи Граф које су биле победнице по четири пута.

## Поени и новчана награда[1]
| Пласман       | Поени | Новчана награда |
| ------------- | ----- | --------------- |
| Победа        | 470   | 96.000 $        |
| Финале        | 320   | 53.000 $        |
| Полуфинале    | 200   | 28.500 $        |
| Четвртфинале  | 120   | 15.500 $        |
| Осмина финала | 60    | 8.750 $         |
| Прво коло     | 1     | 4.600 $         |

| Пласман      | Поени | Новчана награда |
| ------------ | ----- | --------------- |
| Победа       | 470   | 31.000 $        |
| Финале       | 320   | 15.500 $        |
| Полуфинале   | 200   | 8.000 $         |
| Четвртфинале | 120   | 4.325$          |
| Прво коло    | 1     | 2.350 $         |

## Протекла финала

### Појединачно
| Година  | Победница             | Финалисткиња          | Резултат              |
| ------- | --------------------- | --------------------- | --------------------- |
| 1971.   | Били Џин Кинг         | Роузмери Касалс       | 3:6, 7:5, 6:1         |
| 1979.   | Трејси Остин          | Мартина Навратилова   | 6:4, 6:2              |
| 1980.   | Трејси Остин          | Венди Тернбул         | 6:1, 6:3              |
| 1981.   | Трејси Остин          | Пем Шрајвер           | 6:2, 5:7, 6:2         |
| 1982.   | Трејси Остин          | Кети Риналди          | 7:6, 6:3              |
| 1984.   | Деби Спенс            | Бетси Нејџелсен       | 6:3, 6:7 (3:7), 6:4   |
| 1985.   | Анабел Крофт          | Венди Тернбул         | 6:0, 7:6 (7:5)        |
| 1986.   | Мелиса Герни          | Стефани Рејхи         | 6:2, 6:4              |
| 1987.   | Рафаела Ређи          | Ен Минтер             | 6:0, 6:4              |
| 1988.   | Стефани Рејхи         | Ен Гросман            | 6:1, 6:1              |
| 1989.   | Штефи Граф            | Зина Гарисон          | 6:4, 7:5              |
| 1990.   | Штефи Граф            | Мануела Малејева      | 6:3, 6:2              |
| 1991.   | Џенифер Капријати     | Моника Селеш          | 4:6, 6:1, 7:6 (7:2)   |
| 1992.   | Џенифер Капријати     | Кончита Мартинез      | 6:3, 6:2              |
| 1993.   | Штефи Граф            | Аранча Санчез Викарио | 6:4, 4:6, 6:1         |
| 1994.   | Штефи Граф            | Аранча Санчез Викарио | 6:2, 6:1              |
| 1995.   | Кончита Мартинез      | Лиса Рејмонд          | 6:2, 6:0              |
| 1996.   | Кимико Дате           | Аранча Санчез Викарио | 3:6, 6:3, 6:0         |
| 1997.   | Мартина Хингис        | Моника Селеш          | 7:6 (7–4), 6:4        |
| 1998.   | Линдси Давенпорт      | Мери Пирс             | 6:3, 6:1              |
| 1999.   | Мартина Хингис        | Винус Вилијамс        | 6:4, 6:0              |
| 2000.   | Винус Вилијамс        | Моника Селеш          | 6:0, 6:7 (3:7), 6:2   |
| 2001.   | Винус Вилијамс        | Моника Селеш          | 6:2, 6:3              |
| 2002.   | Винус Вилијамс        | Јелена Докић          | 6:2, 6:2              |
| 2003.   | Жистин Енен           | Ким Клајстерс         | 3:6, 6:2, 6:3         |
| 2004.   | Линдси Давенпорт      | Анастасија Мискина    | 6:1, 6:1              |
| 2005.   | Мери Пирс             | Ај Сугијама           | 6:0, 6:3              |
| 2006.   | Марија Шарапова       | Ким Клајстерс         | 7:5, 7:5              |
| 2007.   | Марија Шарапова       | Пати Шнидер           | 6:2, 3:6, 6:0         |
| 2008-09 | Турнир није одржаван. | Турнир није одржаван. | Турнир није одржаван. |
| 2010.   | Светлана Кузњецова    | Агњешка Радвањска     | 6:4, 6:7(7), 6:3      |
| 2011.   | Агњешка Радвањска     | Вера Звонарјова       | 6:3, 6:4              |
| 2012.   | Доминика Цибулкова    | Марион Бартоли        | 6:1, 7:5              |
| 2013.   | Саманта Стосур        | Викторија Азаренка    | 6:2, 6:3              |

### Парови
| Година  | Победнице                                | Финалисткиње                         | Резултат             |
| ------- | ---------------------------------------- | ------------------------------------ | -------------------- |
| 1971.   | Роузмери Касалс Били Џин Кинг            | Франсоаз Дир Џуди Тегарт Далтон      | 6:7, 6:2, 6:3        |
| 1979.   | Роузмери Касалс Мартина Навратилова      | Бети Ен Граб Стјуарт Ен Кијомура     | 3:6, 6:4, 6:2        |
| 1980.   | Трејси Остин Ен Кијомура                 | Роузмери Касалс Венди Тернбул        | 3:6, 6:4, 6:3        |
| 1981.   | Кети Џордан Кенди Ренолдс                | Роузмери Касалс Пем Шрајвер          | 6:1, 2:6, 6:4        |
| 1982.   | Кети Џордан Пола Смит                    | Патрисија Медрадо Клаудија Монтеиро  | 6:3, 5:7, 7:6        |
| 1984.   | Бетси Нејџелсен Пола Смит                | Тери Холадеј Ивона Кучињска          | 6:2, 6:4             |
| 1985.   | Кенди Ренолдс Венди Тернбул              | Розалин Фербанк Сузан Лио            | 6:4, 6:0             |
| 1986.   | Бет Хер Алиша Молтон                     | Елиз Берџин Розалин Фербанк          | 5:7, 6:2, 6:4        |
| 1987.   | Јана Новотна Катрин Суир                 | Елиз Берџин Шерон Волш               | 6:3, 6:4             |
| 1988.   | Пети Фендик Џил Хедерингтон              | Бетси Нејџелсен Динки ван Ренсбург   | 7:6 (12:10), 6:4     |
| 1989.   | Елиз Берџин Розалин Фербанк              | Гречен Мејџерс Робин Вајт            | 4:6, 6:3, 6:3        |
| 1990.   | Пети Фендик Зина Гарисон                 | Елиз Берџин Розалин Фербанк Нидефер  | 6:4, 7:6 (7:5)       |
| 1991.   | Џил Хедерингтон Кети Риналди             | Ђиђи Фернандез Натали Тозја          | 6:4, 3:6, 6:2        |
| 1992.   | Јана Новотна Лариса Нејланд              | Кончита Мартинез Мерседес Паз        | 6:1, 6:4             |
| 1993.   | Ђиђи Фернандез Хелена Сукова             | Пем Шрајвер Елизабет Смајли          | 6:4, 6:3             |
| 1994.   | Јана Новотна Аранча Санчез Викарио       | Џинџер Хелгесон Рејчел Маквилан      | 6:3, 6:3             |
| 1995.   | Ђиђи Фернандез Наташа Зверева            | Алексија Дешом Балере Сандрин Тести  | 6:2, 6:1             |
| 1996.   | Ђиђи Фернандез Кончита Мартинез          | Аранча Санчез Викарио Лариса Нејланд | 4:6, 6:3, 6:4        |
| 1997.   | Мартина Хингис Аранча Санчез Викарио     | Ејми Фрејжер Кимберли По             | 6:3, 7:5             |
| 1998.   | Линдси Давенпорт Наташа Зверева          | Александра Физе Натали Тозја         | 6:2, 6:1             |
| 1999.   | Линдси Давенпорт Корина Морарију         | Серена Вилијамс Винус Вилијамс       | 6:4, 6:1             |
| 2000.   | Лиса Рејмонд Рене Стабс                  | Линдси Давенпорт Ана Курњикова       | 4:6, 6:3, 7:6 (8:6)  |
| 2001.   | Кара Блек Јелена Лиховцева               | Мартина Хингис Ана Курњикова         | 6:4, 1:6, 6:4        |
| 2002.   | Јелена Дементјева Јанете Хусарова        | Данијела Хантухова Ај Сугијама       | 6:2, 6:4             |
| 2003.   | Ким Клајстерс Ај Сугијама                | Линдси Давенпорт Лиса Рејмонд        | 6:4, 7:5             |
| 2004.   | Кара Блек Рене Стабс                     | Вирхинија Руано Паскуал Паола Суарез | 4:6, 6:1, 6:4        |
| 2005.   | Кончита Мартинез Вирхинија Руано Паскуал | Данијела Хантухова Ај Сугијама       | 6:7 (7:9), 6:1, 7:5  |
| 2006.   | Кара Блек Рене Стабс                     | Ана-Лена Гренефелд Меган Шонеси      | 6:2, 6:2             |
| 2007.   | Кара Блек Лизел Хубер                    | Ана Чакветадзе Викторија Азаренка    | 7:5, 6:3             |
| 2008-09 | Турнир није одржаван                     | Турнир није одржаван                 | Турнир није одржаван |
| 2010.   | Марија Кириленко Џенг Ђе                 | Лиса Рејмонд Рене Стабс              | 6:4, 6:4             |
| 2011.   | Квјета Пешке Катарина Среботник          | Ракел Копс Џоунс Абигејл Спирс       | 6:0, 6:2             |
| 2012.   | Ракел Копс Џоунс Абигејл Спирс           | Ванја Кинг Нађа Петрова              | 6:2, 6:4             |
| 2013.   | Ракел Копс Џоунс Абигејл Спирс           | Џан Хаоћинг Јанете Хусарова          | 6:4, 6:1             |